# Sophia Bush
Sophia Anna Bush (Pasadena (Californië), 8 juli 1982) is een Amerikaanse actrice.

## Levensloop

### Vroege leven
Bush werd geboren als dochter van Charles William Bush, een belangrijke man in de reclame en een fotograaf die beroemde personen fotografeert. Haar moeder, Maureen, werkt als manager bij een studio voor fotografie. Als kind was Bush atletisch. Zo deed ze aan volleybal. Een baan als actrice overwoog ze nooit totdat ze haar studie op de University of Southern California afmaakte. Ze studeerde drie jaar op de USC voordat ze de rol van Brooke Davis in One Tree Hill kreeg.

### Carrière
Nadat Bush in 2002 een bijrol had in de tienerkomedie Van Wilder, was ze in een reeks televisieprojecten te zien. Naast een gastrol in Sabrina, the Teenage Witch en een terugkerende rol in Nip/Tuck, was ze ook nog in twee televisiefilms te zien.
Bush' doorbraak zou die van Kate Brewster in Terminator 3: Rise of the Machines (2003) zijn geweest. Hoewel ze de rol al had, werd ze toch vervangen door Claire Danes, omdat de regisseur dacht dat Bush te jong was. Echter, in hetzelfde jaar brak ze toch door toen ze een hoofdrol kreeg in One Tree Hill, een populaire televisieseries die tot 2012 liep.
Tussen haar vertolking van Brooke Davis door, was Bush ook te zien in Supercross, Stay Alive, John Tucker Must Die en The Hitcher. Voor de laatste film kreeg Bush een prijs bij de Vail Film Festival.
Bush kreeg in 2014 een vaste rol als detective Erin Lindsay in de serie Chicago P.D.. Bush en haar medespelers zijn eerder te zien geweest in de serie Chicago Fire waarin zij brandweermannen en -vrouwen bijstonden als er politie bij branden aan te pas moest komen. Door de populariteit hiervan werd er besloten de genoemde spin-off uit te zenden.

### Privéleven
Op 16 april 2005 trouwde Bush met One Tree Hill-collega Chad Michael Murray. Voordat ze elkaar het jawoord gaven in Santa Monica, hadden ze twee jaar lang een relatie. Een scheiding werd aangevraagd op 26 september 2005 en op 29 december 2006 waren ze officieel gescheiden. Een van haar beste vrienden, Tyler Hilton, heeft daar een nummer over geschreven, nadat Murray een paar dagen bij hem had gelogeerd.
Bush heeft een hechte band met veel collega's, onder wie Brittany Snow, Bethany Joy Lenz-Galeotti, James Lafferty en Tyler Hilton.
Op 11 juni 2022 trouwde Bush met zakenman Grant Hughes. Voordat ze elkaar het jawoord gaven in Oklahoma, waren ze al meer dan een jaar samen.

### Activiste
Bush gebruikt social media (Twitter, Facebook en haar eigen blog) om maatschappelijke problemen onder de aandacht te brengen. Hierbij ligt de focus op gelijkheid tussen sekse en geaardheid, onderwijs in ontwikkelingslanden en duurzaamheid. In 2011 heeft ze de Do Something Twitter Award gewonnen voor haar inzet om haar volgers bewust te maken van de vervuiling door de olieramp in de Golf van Mexico in 2010.

## Prijzen
Teen Choice Awards
2007
- Choice : Comedy - John Tucker Must Die - gewonnen
- Choice Movie Actress : Horror/Thriller - The Hitcher - gewonnen
- Choice Movie Breakout : Female - The Hitcher / John Tucker Must Die - gewonnen

2006
- Choice TV Actress : Drama / Action Adventure - One Tree Hill - genomineerd

2005
- Choice TV Actress : Drama - One Tree Hill - genomineerd

Vail Film Festival
2007
- Rising Star Award: The Hitcher - gewonnen

## Trivia
- Ze is een zeer goede fotograaf, is gepassioneerd door paardrijden en ook uiterst bedreven in boksen[bron?]
- Nam plaats 90 in op de 100 Sexiest Women of 2007 bij het FHM magazine
- Stond op plaats 24 op de Hot 100 of 2007 list van Maxim Magazine
- Is enig kind
- Ze droeg een jurk van Vera Wang op haar huwelijk met Chad Michael Murray in 2005
- Is goed bevriend met Bevin Prince die Bevin Mirskey in One Tree Hill speelt en James Lafferty die Nathan Scott speelt.
- Is 1.63 m lang
- Heeft een eigen kledinglijn in One Tree Hill, genaamd Clothes Over Bro's (C|B)

- Bibsys: 15009582
- Biblioteca Nacional de España: XX4433812
- Bibliothèque nationale de France: cb15660910x (data)
- Gemeinsame Normdatei: 1013972821
- International Standard Name Identifier: 0000 0000 4084 0769
- Library of Congress Control Number: n2007001776
- Nationale Bibliotheek van Tsjechië: xx0175571
- Nederlandse Thesaurus van Auteursnamen: 392061791
- Virtual International Authority File: 34782014
- WorldCat: E39PBJcc7vtF9TtHPFbPWTMMfq